# Biraldinni, Yelbarga
Biraldinni là một làng thuộc tehsil Yelbarga, huyện Koppal, bang Karnataka, Ấn Độ.